# 滝川市美術自然史館
滝川市美術自然史館（たきかわしびじゅつしぜんしかん）は、北海道滝川市に位置する、自然史博物館と美術館との機能を併せ持つ博物館。現在の滝川市出身である20世紀の画家・岩橋英遠の作品や、市内の空知川河床で発見されたタキカワカイギュウの骨格や模型、恐竜を含むその他の脊椎動物の化石が展示されている。また3階には滝川市こども科学館が併設されている。

## 歴史
滝川市美術自然史館開館に先駆けた1970年代は、岩橋英遠をはじめとする現在の滝川市にあたる地域の出身者である芸術家が多数活躍していた時期であった。1977年に滝川市の歴史・民俗関連施設として滝川市郷土館が設立されたこともあり、当時の滝川市では郷土の芸術家を取り上げた美術館を設置する機運が高まっていた。
その後滝川市内では、1980年に空知川河床からカイギュウ1頭分の全身骨格が発見された。本標本は1982年に学術界へ報告され、「タキカワカイギュウ」として広く知られるようになった。調査研究が継続するうちにタキカワカイギュウは滝川市民の間で注目を浴び、また文化財として指定され、古生物学以外の文脈でも価値を持つようになった。こうした経緯を踏まえ、美術館は自然史博物館としての機能を兼ね備えた美術自然史館としての設置が計画された。
1986年に開館して以降、滝川市にゆかりのある芸術家の作品を蒐集している。

## 主な展示
建物の1階と2階は滝川市美術自然史館、3階はこども科学館が占める。美術自然史館はこのうち自然史部門が1階と中2階の展示エリアを占め、美術部門が2階部分を占める。

### 1階
受付を抜けると、「タイムトンネル」と呼ばれる通路を通ることになる。タイムトンネルでは冥王代から原生代にかけての地球を描写した7枚の絵画が壁に飾られており、来館者は顕生代に至るまでの歴史を辿りながら展示ホールに入る。展示ホールは2階まで吹き抜けとなっており、上側の壁面にはエディアカラ紀から第四紀にいたる生物相を描いた長さ40メートルにおよぶ絵が掲示されている。
- タキカワカイギュウ
  - 全身骨格標本 - 市民により製作されたレプリカ。実物標本は同館の非公開部門で所蔵されている[4][5]。
  - 産状レプリカ[4][5]
  - 生体復元模型[3][4][5]
- カンプトサウルス[3]
- ステラーカイギュウ[2]
- ティラノサウルス[3]
- デスモスチルス[2]
- トラコドン[2][注 1]
- フォボスクス[3][注 2]
- マンモス[2]
- ヨルダニカイギュウ[7]

### 中2階
脊椎動物の進化から人類の出現を介して芸術の獲得に触れ、自然史部門から美術部門へトピックを繋げる展示となっている。
- 現生脊椎動物骨格標本[2]
- 化石人類による洞窟壁画[2]

### 2階
絵画の展示は他の美術館への貸し出しにも対応しており、展示内容が変化する場合もある。美術部門には複数の画廊が存在し、特別展や個人や団体による展示として利用されている。
- 岩橋英遠の絵画[3]
- 一木万寿三の絵画[4]
- 黒柳朝のアンティークコレクション[4]

### 3階
こども科学館は美術自然史館と別館であるが、続けて見学することも可能。1991年に開館、滝川市B&G海洋センターへの統合に伴い2026年3月をもって閉館予定。
- 動く地球儀 - プレートテクトニクスが表現されている[3]。国立科学博物館との協同で製作された[2]。